# André Danican Philidor
André Danican Philidor, genannt „l’ainé“ (* 1652 in Versailles; † 11. August 1730 in Dreux) war ein französischer Komponist, Hofmusiker und Musikarchivar unter König Ludwig XIV.

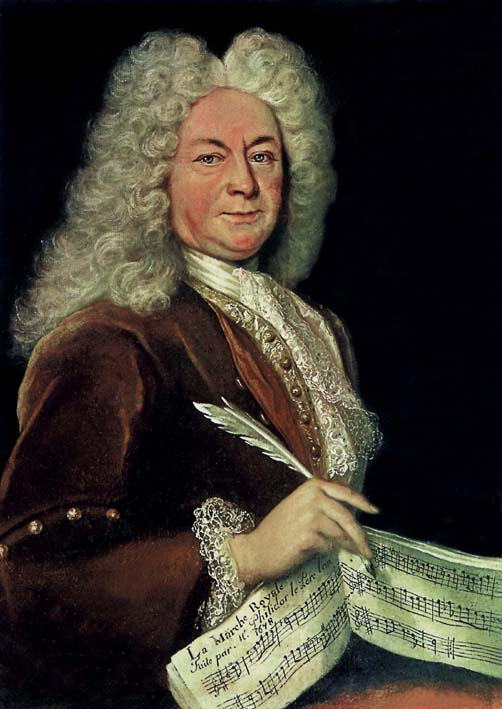
Anonymes Porträt von André Danican

## Leben
André Danican trat am 12. Oktober 1659 in „Grande Ecurie“ des Königs als Cromorne- und Trumscheitspieler ein. Er folgte in dieser Position seinem Onkel Michel II. Er war von 1667 bis 1677 Oboist der Musketiere. Als solcher folgte er dem König auf dessen Eroberungszügen nach Flandern und den spanischen Niederlanden, wo er an der Belagerung von Maastricht teilnahm, sowie in das Elsass und nach Lothringen. Während dieser Zeit komponierte er hauptsächlich Militärmärsche.
Im Laufe der Zeit diente er als Oboist, Flötist, Fagottist und Violinist (Dessus de violon) in der „Chambre et Grande Écurie du Roy“. 1682 erhielt er den begehrten Titel des „Ordinaire de la Musique du Roy“.
1702 übertrug man ihm die Verantwortung über die Musik-Bibliothek des Königs und er erhielt gleichzeitig das königliche Privileg, seine Kompositionen zu veröffentlichen. Bis heute bildet Danicans reichhaltige, sorgsame Zusammenstellung den Grundstock der Musik-Bibliothek von Versailles und der Musiksammlung der Nationalbibliothek. Diese umfangreiche Sammlung enthält höfische Opern, Ballette, Instrumentalmusik und Kirchenmusik des gesamten 17. Jahrhunderts, teils als Autograph, teils als handschriftliche Kopien Danicans. Zu seinen Lebzeiten umfasste sie bereits mehr als 10.000 handschriftliche Bände, die noch nicht gedruckt waren, darunter fast alle Werke von Lully und die Vokalmusik von Delalande.
Sein Sohn François-André Danican Philidor wurde als Komponist und Schachspieler bekannt.

## Werke
- 1670: La Marche des Mousquetaires; La (nouvelle) Marche des Mousquetaires.
- 1674: La Descente des armes des Mousquetaires.
- 1679: La Marche française.
- 1680: Oboenkonzert.
- 1685: Midas, mascarade; 55 Stücke für Trompete und Pauke; La Marche du carrousel du Dauphin.
- 1687: Le Canal de Versailles, Ballet, uraufgeführt am 16. Juli in Versailles[1]
- 1688: La Princesse de Crête, Heldenkomödie; Le Mariage de la Grosse Cathos avec la Couture, Mascarade.
- 1690: La Marche des pompes funèbres pour la Dauphine.
- 1692: La Marche des Grenadiers à cheval.
- 1694: La Marche pour les Boulonnais du duc d’Aumont.
- 1695: 24 danses et airs Italiens.
- 1699: 20 Suiten Danses pour les violons et hautbois qui sejouent ordinairement aux bals chez le roi - Livre Ier par Mr. Philidor l'aîné.
- 1700: Mascarades: Le Roy de la Chine; Les Savoyards; La Noce de village; Le Vaisseau Marchand; La Fête d’Arcueil; 4 suites pour basse.
- 1702: La Marche pour les Mousquetaires du Roi d’Espagne.
- 1705: La Générale de la Garde française; La Marche suisse; Marche; La Marche du Régiment de Saluces; La Marche liégeoise; La Marche hollandaise; 7 appels de chasse.
- 1712: 28 menuets et 1 passepied.
- 1715: 11 danses; Suite en E si mi; Suite en E si mi.
- 1717: Le Cercle d’Anet, divertissement instrumental; Menuet.
- 1719: Suite en B fa si; 19 Tänze, Menuet für Gitarre und Musette.

## Familienmitglieder
- Michel I Danican Philidor (1580–1651)
- Michel II Danican Philidor (1610–1679)
- Jean Danican Philidor (1610–1679)
- Jacques Danican Philidor (1657–1708)
- Pierre Danican Philidor (1681–1731)
- Anne Danican Philidor (1681–1728)
- Michel III Danican Philidor (1683–1723)
- François-André Danican Philidor (1726–1795)